# Olšany u Prostějova
Olšany u Prostějova là một làng thuộc huyện Prostějov, vùng Olomoucký, Cộng hòa Séc.